# East Gull Lake
East Gull Lake is een plaats (city) in de Amerikaanse staat Minnesota, en valt bestuurlijk gezien onder Cass County.

## Demografie
Bij de volkstelling in 2000 werd het aantal inwoners vastgesteld op 978.
In 2006 is het aantal inwoners door het United States Census Bureau geschat op 1046, een stijging van 68 (7.0%).

## Geografie
Volgens het United States Census Bureau beslaat de plaats een oppervlakte van
38,4 km², waarvan 20,5 km² land en 17,9 km² water.

## Plaatsen in de nabije omgeving
De onderstaande figuur toont nabijgelegen plaatsen in een straal van 16 km rond East Gull Lake.